# Warsaw Trade Tower
La Warsaw Trade Tower (chiamata anche con l'acronimo WTT) è un grattacielo di Varsavia, in Polonia.

## Descrizione
Alto 208 m (184 m al tetto), al momento della sua inaugurazione avvenuta nel 1999, era il secondo edificio più alto della Polonia dopo il Palazzo della Cultura e della Scienza e insieme a questo, uno dei due edifici polacchi che superava i 200 m.
Fu costruita tra il 1997 e il 1999 dalla società coreana Daewoo, sotto progetto dell'agenzia statunitense RTKL e dell'agenzia polacca Hermanowicz. Nel 2002 è stato venduto alla società statunitense Apollo-Rida.
Il grattacielo comprende due centri commerciali, uffici e un parcheggio sotterraneo di tre piani per 300 auto.